# Anne-Marie
Anne-Marie Rose Nicholson, född  7 april 1991 i Essex, är en engelsk sångerska och låtskrivare. Hon har släppt ett flertal musiksinglar som "Ciao Adios" och "Rockabye". Hon har även släppt singeln "2002"; låten skrev hon tillsammans med Ed Sheeran. Hennes debutalbum Speak Your Mind släpptes den 27 april 2018.

## Diskografi

### Album
- Speak Your Mind (2018)
- Therapy (2021)
- Unhealthy (2023)

## Filmografi
| År   | Namn                 | Roll      | Övrigt          | Originalvisning | Källa  |
| ---- | -------------------- | --------- | --------------- | --------------- | ------ |
| 2020 | How To Be Anne-Marie | Sig själv | Documentär      | You Tube        | [ 11 ] |
| 2021 | The Voice UK         | Coach     | Tionde säsongen | BBC             | [ 12 ] |

## Turnéer

### Huvudartisten
- Speak Your Mind World Tour (2018–19)
- Dysfunctional Tour (2022)

### Förband
- ÷ Tour (Ed Sheeran huvudartist) (2017–18)